# Lepingpu
Lepingpu (kinesiska: 乐平铺镇, 乐平铺) är en köping i Kina. Den ligger i provinsen Shandong, i den östra delen av landet, omkring 70 kilometer väster om provinshuvudstaden Jinan. Antalet invånare är 48 112. Befolkningen består av 23 894 kvinnor och 24 218 män. Barn under 15 år utgör 15,0 %, vuxna 15-64 år 73 %, och äldre över 65 år 10,0 %.
Genomsnittlig årsnederbörd är 861 millimeter. Den regnigaste månaden är juli, med i genomsnitt 255 mm nederbörd, och den torraste är januari, med 5 mm nederbörd.